# Weston (North Yorkshire)
Weston is een civil parish in het bestuurlijke gebied Harrogate, in het Engelse graafschap North Yorkshire.